# Valeč (kraj karlowarski)
Valeč – gmina w Czechach, w powiecie Karlowe Wary, w kraju karlowarski. Według danych z dnia 1 stycznia 2013 liczyła 356 mieszkańców.